# Campionati europei di canoa slalom 2002
I Campionati europei di canoa slalom 2002 sono stati la 4ª edizione della competizione continentale. Si sono svolti a Bratislava, in Slovacchia, tra il 12 e il 14 luglio 2002.

## Medagliere
| Pos.   | Paese         | Oro | Argento | Bronzo | Totale |
| ------ | ------------- | --- | ------- | ------ | ------ |
| 1      | Slovacchia    | 4   | 1       | 2      | 7      |
| 2      | Rep. Ceca     | 1   | 3       | 2      | 6      |
| 3      | Germania      | 1   | 1       | 2      | 4      |
| 4      | Polonia       | 1   | 0       | 1      | 2      |
| 5      | Gran Bretagna | 1   | 0       | 0      | 1      |
| 6      | Francia       | 0   | 2       | 1      | 3      |
| 7      | Austria       | 0   | 1       | 0      | 1      |
| Totale | Totale        | 8   | 8       | 8      | 24     |

## Podi

### Uomini
| Evento              | Oro | Punti  | Argento | Punti  | Bronzo                                                                                    | Punti  |
| Canoa C-1           | Mariusz Wieczorek                                                                                       | 206,17 | Tony Estanguet                                                                                                   | 208,70 | Jan Benzien                                                                               | 211,50 |
| Canoa C-1 a squadre | Slovacchia Michal Martikán Alexander Slafkovský Juraj Minčík                                            | 232,77 | Germania Stefan Pfannmöller Sören Kaufmann Jan Benzien                                                           | 237,22 | Polonia Mariusz Wieczorek Krzysztof Bieryt Grzegorz Wójs                                  | 239,60 |
| Canoa C-2           | Slovacchia Pavol Hochschorner Peter Hochschorner                                                        | 214,73 | Rep. Ceca Marek Jiras Tomáš Máder                                                                                | 215,58 | Rep. Ceca Jaroslav Volf Ondřej Štěpánek                                                   | 219,27 |
| Canoa C-2 a squadre | Slovacchia Milan Kubáň / Marián Olejník Pavol Hric / Roman Vajs Pavol Hochschorner / Peter Hochschorner | 246,59 | Francia Philippe Quémerais / Yann Le Pennec Martin Braud / Cédric Forgit Alexandre Lauvergne / Nathanael Fouquet | 250,37 | Germania Kai Walter / Frank Henze Kay Simon / Robby Simon Michael Senft / André Ehrenberg | 256,21 |
| Kayak K-1           | Paul Ratcliffe                                                                                          | 199,51 | Helmut Oblinger                                                                                                  | 200,56 | Peter Cibák                                                                               | 201,74 |
| Kayak K-1 a squadre | Germania Thomas Becker Thomas Schmidt Claus Suchanek                                                    | 109,90 | Rep. Ceca Ondřej Raab Ivan Pišvejc Tomáš Kobes                                                                   | 110,80 | Slovacchia Peter Cibák Ján Šajbidor Tomáš Mráz                                            | 112,04 |

### Donne
| Evento              | Oro                                                           | Punti  | Argento                                                         | Punti  | Bronzo                                                     | Punti  |
| Kayak K-1           | Elena Kaliská                                                 | 219,50 | Irena Pavelková                                                 | 223,15 | Štěpánka Hilgertová                                        | 225,62 |
| Kayak K-1 a squadre | Rep. Ceca Štěpánka Hilgertová Irena Pavelková Marie Řihošková | 250,89 | Slovacchia Elena Kaliská Gabriela Stacherová Gabriela Zamišková | 258,27 | Francia Anne-Lise Bardet Mathilde Pichery Anne-Line Poncet | 272,16 |